# Jakuši-dži
Jakuši-dži (薬師寺) je eden najbolj znanih cesarskih in starodavnih budističnih templjev na Japonskem in je bil nekoč eden od sedmih velikih templjev Nanta v Nari. Tempelj je sedež šole japonskega budizma Hoso. Jakuši-dži je eno od območij, ki so skupaj vpisana na Unescov seznam svetovne dediščine pod imenom Zgodovinski spomeniki starodavne Nare.
Glavni predmet čaščenja templja, Jakuši Njorai, znan tudi kot »Buda zdravljenja in medicine«, je bil eno prvih budističnih božanstev, ki je leta 680 prispelo na Japonsko s Kitajske in templju dalo ime.

## Zgodovina
Vojne Džinšin na Japonskem leta 672 so povzročile selitev prestolnice iz Ocuja nazaj v Asuko. Premik prestolnice je bil posledica družinskih sporov glede denarja in moči, ki so vodili v državljansko vojno med princem Nako in princem Ōama. Princ Ōama je želel oblast nad sinom princa Naka, ki mu je bil oče naklonjen, da prevzame prestol za njim. Po nesoglasjih med princem Ōama in sinom princa Naka, princem Ōtomo, je princ Ōama zagotovil zmago nad bratom in nečakom. Princ Ōama je bil kot cesar Tenmu odgovoren za selitev templja iz Ocuja nazaj v Asuko leta 672. Prvotni Jakuši-dži je bil zgrajen v Fudživara-kjo, glavnem mestu Japonske v obdobju Asuka. Prestolnica Fudživara je bila v tem času zgrajena po kitajskem modelu  z upanjem na izboljšanje gospodarske stabilnosti in centralizacijo vlade ter močno vojsko.
Jakuši-dži je leta 680 naročil cesar Tenmu kot daritev za okrevanje po bolezni njegove soproge, ki ga je nasledila kot cesarica Džito. To dejanje gradnje templjev v čast budističnim osebam je bilo običajno med japonskim plemstvom, potem ko je bil budizem prvič uvožen iz Kitajske in Koreje. Cesar Tenmu je umrl, ko je cesarica Džito dokončala kompleks, okoli leta 698. Razstavili so ga in preselili v Naro osem let po tem, ko se je cesarski dvor naselil v takratni novi prestolnici. Obdobje Nara (710–794) se je začelo s prenosom prestolnice v Naro leta 710 iz prestolnice Fudživara. To je bilo ponovno posledica želje po izgradnji močne, centralizirane vlade. Cesar Šomu je spodbudil gradnjo »sedmih velikih templjev«: Todai-dži, Kofuku-dži, Gango-dži, Daian-dži, Jakuši-dži, Saidai-dži in Horju-dži.
Dolgo je veljalo prepričanje, da je bil tempelj premaknjen na današnjo lokacijo leta 718, po selitvi prestolnice v Heidžo-kjo, danes znan kot Nara. Vendar pa je izkopavanje najdišča Fudživara-kjo Jakuši-dži v 1990-ih pokazalo, da sta morda obstajala dva Jakuši-džija naenkrat. Fudživara-kjo Jakuši-dži se imenuje tudi Moto Jakuši-dži (元 moto, »izvirno«).
Požari so uničili večino stavb v kompleksu leta 973, glavno dvorano pa leta 1528. Glavna dvorana je bila obnovljena leta 1976, zahodni stolp leta 1981, osrednja vrata leta 1984, vzhodna in zahodna vrata pa leta 1995.

## Vzhodna pagoda
Vzhodna pagoda (東塔, Tō-tō), dokončana leta 730 v obdobju Nara, je edina izvirna struktura iz 8. stoletja v Jakuši-dži. Struktura je visoka 34 metrov in velja za eno najlepših pagod na Japonskem, ki predstavlja arhitekturo obdobij Hakuho do Tenpjo. Vzhodna pagoda ima samo tri nadstropja, vendar se zdi, da jih ima šest zaradi prisotnosti mednadstropnih streh (mokoši). Struktura je na vrhu z značilnim zaključkom v obliki krogle. Vzhodna pagoda je bila razstavljena zaradi popravil med letoma 1898 in 1900 in ponovno razstavljena leta 2012. Osrednji steber pagode (心柱, šinbašira) je zarjavel, robovi napuščev pagode pa so se povesili. Sedemnadstropni gradbeni oder je popolnoma obkrožil vzhodni stolp, saj so se popravila nadaljevala do leta 2018.

## Arhitektura

### Situacija
Postavitev Jakuši-džija je simetrična, z dvema glavnima dvoranama in dvema trinadstropnima pagodama. Edinstvena postavitev se včasih imenuje »slog Jakuši-dži«. Jakuši-dži je geometrijsko načrtovan kot mreža, ki posnema prestolnico Fudživara in uteleša novo lokacijo. Zlata dvorana stoji na sredini. Vzhodno in zahodno od zlate dvorane sta dve pagodi, ki sta simetrično postavljeni, da pritegneta pozornost na dvorano. Zlata dvorana v Fudživari je podobna zlati dvorani v Heidžo. Osemnajst temeljev stebrov, najdenih v Fudživari kaže, da je razdalja med vsakim stebrom popolnoma enaka razdalji med vsakim stebrom v Heidžu. Na obeh straneh obeh templjev so tudi enaka stopnišča. Odkritja spodnjega cestnega sistema v Jakuši-džiju, pri Fudživari kažejo, da je bil tempelj zgrajen okoli cestnih sistemov v novi prestolnici. Vzhodna pagoda je posnemala sloge v Heidžo z 12 granitnimi stebri, najdenimi med izkopavanji, medtem ko je zahodna pagoda pokazala znake, da je bila zgrajena v zgodnjem obdobju Nara, potem ko je bila prestolnica premaknjena, in ima drugačen slog. Danes je nekaj ostankov: edine vidne oznake so temelji in stebri Zlate dvorane.

### Triada Jakuši
Jakuši-džija so člani bogate in močne elite najprej častili kot »Budo zdravljenja in medicine«, ki je k njemu molil za olajšanje od bolezni zase ali za svoje ljubljene. Šele pozneje je sekta Tendai razvila kult okoli njega, na podlagi katerega je lahko prinesel zdravje in blaginjo vsem ljudem. Jakuši je še vedno vključen med 14 božanstev, ki jih častijo na spominskih obredih.

Skulpture Jakušija pred 7. stoletjem so izdelane iz brona, vendar so skulpture, izdelane pozneje, izdelane iz lesa. Med 247 znanimi kipi jih je 224 lesenih, 17 bronastih, štirje kamniti in dva železna. Druge razlike med starimi in novimi skulpturami vključujejo dejstvo, da Jakuši pri starejših skulpturah v roki ne drži kozarca za zdravila. Triada Jakuši v Jakuši-džiju je znana kot ena najbolj znanih ikon na Japonskem, pa tudi kot eden najzgodnejših primerov sloga Tang, ki se uporablja na Japonskem. Obdobje Nara je razvidno iz triade Jakuši zaradi ideje, da gre za lesene skulpture, ki so jo v tem obdobju uporabljali kiparji. Za učenjake je predmet razprave o tem, od kod izvira triada Jakuši. Obstajajo argumenti med učenjaki, ki verjamejo, da je bila narejena kot ikona v Fudživara kjo Jakuši, medtem ko drugi trdijo, da je bila izdelana v zgodnjem obdobju Nara za Heidžo-kjo Jakuši-dži. 

## Galerija
- Genjō-sanzōin
- Daikodō (predavalnica)
- Saitō (Zahodna pagoda)
- Dvorišče
- Križni hodnik
- Yakushi Sanzon (medicinski Buda Trojica)
- Yakushi Nyorai (medicinski Buda)
- Sho Kannon Bosatsu (Avalokitesvara)
- Genjou-sanzou-in